# Norske Luftruter

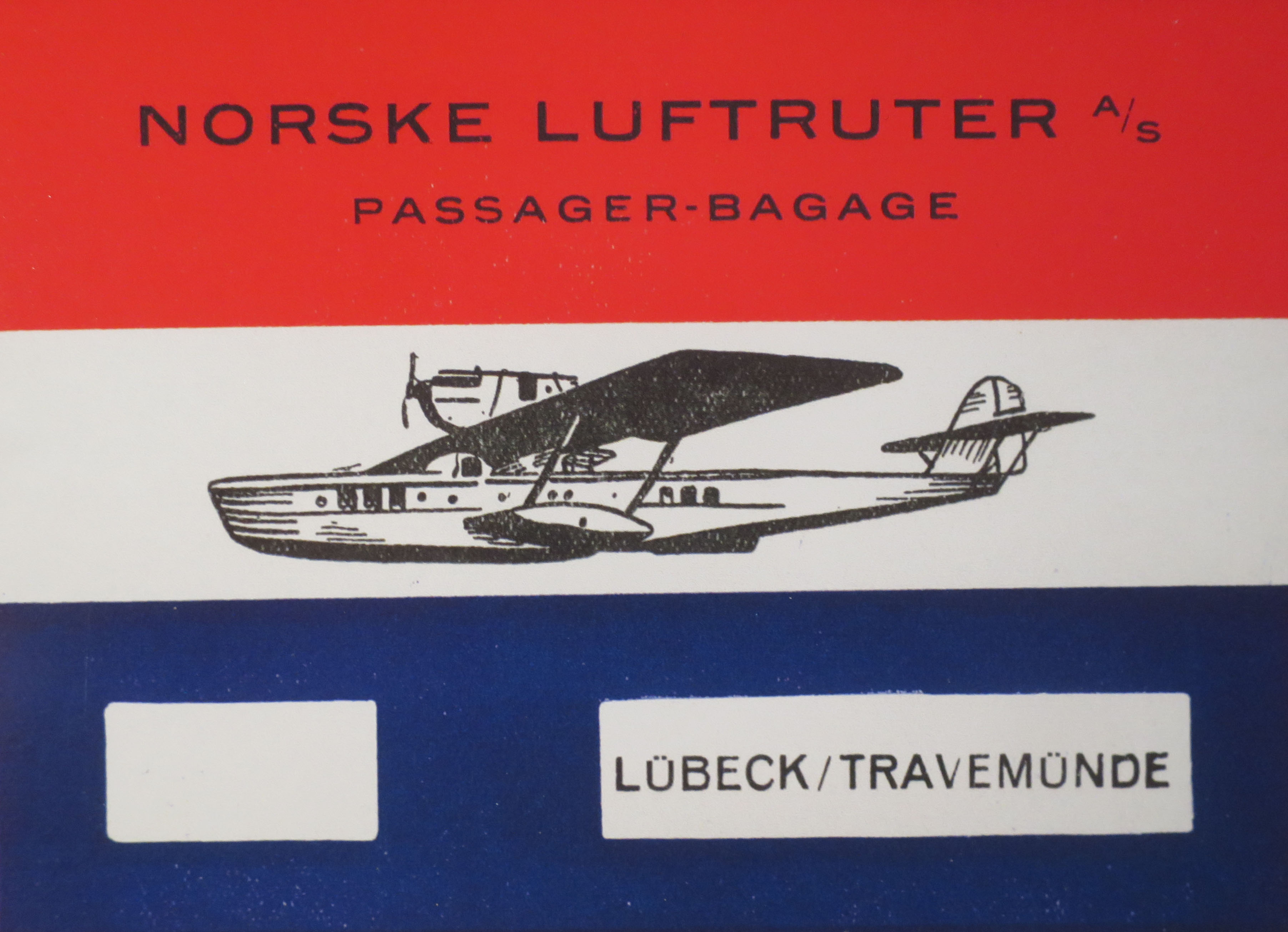
Gepäckaufkleber der Norske Luftruter

Norske Luftruter war eine Fluggesellschaft, die in den 1920er- und 1930er-Jahren die Strecke vom Flughafen Lübeck-Priwall (Lübeck/Travemünde) nach Oslo beflog.
Ursprünglich war die Strecke von der Luft Hansa AG bedient worden, dann aber speziell für diese Verbindung die Norske Luftruter gegründet worden. Sie nutzte die Flugboote Rohrbach Ro V „Rocco“, Dornier Wal und Dornier Do R („Superwal“).